# Podpis cyfrowy
Podpis cyfrowy – matematyczny sposób sprawdzenia autentyczności dokumentów i wiadomości elektronicznych. Poprawny podpis oznacza, że wiadomość pochodzi od właściwego nadawcy, który nie może zaprzeczyć faktowi jej nadania, oraz że wiadomość nie została zmieniona podczas transmisji.

## Architektura
Podpis cyfrowy służy zapewnieniu m.in. następujących funkcji bezpieczeństwa:
- autentyczności pochodzenia, która daje pewność co do autorstwa dokumentu,
- niezaprzeczalności, która utrudnia wyparcie się autorstwa lub znajomości treści dokumentu,
- integralności, która pozwala wykryć nieautoryzowane modyfikacje dokumentu po jego podpisaniu.

Do zapewnienia wszystkich wymienionych funkcji potrzebne jest zastosowanie trzech środków:
- instrumentów technicznych – algorytmów, protokołów i formatów kryptograficznych, które realizują funkcje bezpieczeństwa,
- instrumentów prawnych, czyli przepisów, które osadzają wymienione instrumenty techniczne w obowiązującym prawie,
- instrumentów organizacyjnych, takich jak urzędy certyfikacji, które poświadczają związek klucza publicznego z konkretną osobą.

Jednym z systemów, który szczegółowo opisuje stosowanie tych środków w Unii Europejskiej, jest kwalifikowany podpis elektroniczny.

## Kryptografia
Podpis cyfrowy jest najczęściej realizowany przy pomocy technik kryptografii asymetrycznej, w której klucz prywatny jest używany do składania podpisu, zaś klucz publiczny służy do weryfikacji.
Część funkcji podpisu cyfrowego można również zrealizować przy pomocy kryptografii symetrycznej (np. ISO 13888-2).
Dwa dominujące standardy podpisu cyfrowego to RSA oraz DSA. Ten ostatni może być realizowany w oparciu o logarytmy dyskretne lub krzywe eliptyczne (ECDSA).
Znane są również techniki wykorzystujące arytmetykę wielu zmiennych (SFLASH, Quartz) oraz operujące na kratach (NTRU).

## Systemy podpisu cyfrowego
Popularne systemy podpisu cyfrowego to X.509 oraz PGP.
PGP jest systemem zdecentralizowanym, w którym poziom autentyczności danego klucza jest determinowany przez sumę podpisów, złożonych przez różne osoby znające posiadacza klucza (model Sieć zaufania). System ten jest powszechnie wykorzystywany w Internecie oraz w środowiskach korporacyjnych (np. niektóre systemy EDI).
System X.509 jest systemem scentralizowanym, w którym autentyczność klucza jest gwarantowana przez hierarchię urzędów certyfikacji formalnie poświadczających związek klucza z tożsamością jego właściciela. Ze względu na jednoznaczną odpowiedzialność, łatwiejszą do osadzenia w prawie, X.509 jest obecnie dominującym systemem, na którym opiera się aktualnie obowiązujące prawodawstwo o podpisie elektronicznym.

## Podpis elektroniczny vs cyfrowy
Pojęcia „podpis cyfrowy” i „podpis elektroniczny” bywają traktowane jako synonimy, ale ich znaczenie w kontekście prawnym i nazewnictwie unijnym jest odmienne. Pojęcie „podpisu cyfrowego” (ang. digital signature) zostało zdefiniowane przez normę ISO 7498-2:1989 jako „dane dołączone do danych lub ich przekształcenie kryptograficzne, które pozwala odbiorcy danych udowodnić pochodzenie danych i zabezpieczyć je przed fałszerstwem”.
Na podstawie tej definicji przyjmuje się, że pojęcie „podpis cyfrowy” jest stosowane wobec mechanizmów kryptograficznych i technicznych związanych z podpisem elektronicznym. Do tej kategorii zaliczają się więc liczne zastosowania matematycznej operacji „podpisywania cyfrowego” wykorzystywane np. w protokołach kryptograficznych (np. IPsec), które „podpisują” np. tymczasowe liczby losowe w celu potwierdzenia posiadania klucza prywatnego.
Pojęcie podpis elektroniczny (ang. electronic signature), wprowadzone przez uchyloną unijną Dyrektywę 1999/93/EC, jednoznacznie wskazywało, że jest to operacja podpisywania konkretnych danych (dokument elektroniczny) przez osobę fizyczną.
Ponadto w polskiej terminologii prawniczej termin „podpis” jest przywiązany tylko do osoby fizycznej, co ogranicza stosowanie pojęcia „podpis elektroniczny”. Z tego powodu w uchylonej ustawie o podpisie elektronicznym konieczne było wprowadzenie rozróżnienia na operacje „podpisu” (przez osobę) oraz „poświadczenia” (przez urząd certyfikacji), pomimo że z technicznego punktu widzenia są one tą samą operacją podpisu cyfrowego. Z tego samego powodu certyfikat klucza publicznego osoby jest nazywany „certyfikatem”, zaś urzędu certyfikacji – „zaświadczeniem certyfikacyjnym”.
W polskim prawie podpis elektroniczny reguluje ustawa z dnia 5 września 2016 r. o usługach zaufania oraz identyfikacji elektronicznej (Dz.U. z 2024 r. poz. 1725).